# لا بيروخا
بلدية لا بيروخا (بالإسبانية: La Peroja) هي بلدية تقع في مقاطعة أورينسي التابعة لمنطقة غاليسيا شمال غرب إسبانيا.

## الديموغرافيا
بلغ عدد سكان بلدية لا بيروخا 2.179 نسمة عام 2011 (وفقاً للمعهد الوطني للإحصاء الإسباني).
| 2.179 | 2.619 | 2.561 | 2.438 | 2.345 | 2.303 | 2.179 |